# Jumpers for Goalposts
'Jumpers for Goalposts' es el álbum en vivo del cantautor británico Ed Sheeran, publicado en la reedición física de su segundo álbum de estudio X (álbum de Ed Sheeran) el 13 de noviembre de 2015 a través de Warner Music. Fue filmado en el Estadio de Wembley de Londres, Inglaterra como parte de los conciertos ofrecidos por Sheeran durante el X Tour por parte de Paul Dugdale. Incluye las actuaciones en vivo del concierto y la actuación especial de Elton John en las canciones Afire Love y Don't Go Breaking my Heart.

## Antecedentes y Grabación
A lo largo de 2013, Sheeran apoyó a Taylor Swift en su gira americana Red Tour. También apareció en su single "Everything Has Changed", que fue promovido en el Summertime Ball y en la final de Britain's Got Talent. Mientras esta gira, comenzó la grabación de su segundo álbum de estudio, X (álbum de Ed Sheeran). El álbum fue precedido por el primer sencillo, "Sing", que alcanzó el número 1 en las listas de Reino Unido. El álbum, lanzado el 20 de junio de 2014, recibió elogios de la crítica, y Sheeran realizó una serie de festivales en 2014, incluyendo el Festival de Glastonbury, T in the Park y Southside Festival. El 14 de abril de 2014, después de una actuación en Saturday Night Live, Sheeran anunció su primera gira de conciertos fuera de Norteamérica.
El X Tour llevó a Ed Sheeran a recorrer Norteamérica, Sudamérica, Oceanía, Asia y Europa en un total de 179 espectáculos iniciando el 6 de agosto de 2014 en Osaka, Japón y finalizando el 12 de diciembre de 2015 en Auckland, Nueva Zelanda. Durante la etapa norteamericana se transmitieron varios shows en vivo, dentro de los que se destaca la presentación en el festival Rock in Rio USA 2015. En abril de 2015 se anunció que Ed Sheeran tocaría en el Estadio de Wembley los días 10, 11 y 12 de julio de 2015.

## Contenido y Lanzamiento
Jumpers for Goalposts fue lanzado en la edición física de X Wembley Edition, contiene once de los temas tocados en vivo y cuatro canciones como extras, adicional, el documental de como fue la grabación y el montaje del escenario en el Estadio de Wembley. Dos de las canciones fueron tocadas en vivo con la colaboración especial de Sir. Elton John quien tocó el piano en vivo, por primera vez Ed Sheeran tuvo acompañamiento musical en vivo durante uno de sus conciertos. La versión digital que se encuentra en iTunes y Google Play incluye dos canciones extraídas de la presentación en vivo pero que no fueron presentadas en el DVD.

### Lanzamiento
Para el lanzamiento y promoción del documental se hizo un debut en cinemas a nivel mundial el 22 de octubre de 2015, que incluía la exhibición completa de la grabación del concierto en el Estadio de Wembley y una presentación exclusiva desde la "alfombra verde" en directo desde la premier mundial en Leicester Square. El filme fue exhibido entre el 23 y el 25 de octubre de 2015 en salas de cine selectas de Reino Unido e Irlanda, Europa, Norteamérica, Latinoamérica, África, Asia y el Caribe.

### Lista de canciones
| DVD    |                                                         |                                                        |          |  |
| N.º    | Título                                                  | Escritor(es)                                           | Duración |  |
| 1.     | «I'm a Mess»                                            | Ed Sheeran                                             | 6:07     |  |
| 2.     | «Lego House»                                            | Ed Sheeran, Jake Gosling y Chris Leonard               | 3:05     |  |
| 3.     | «Photograph»                                            | Ed Sheeran y McDaid                                    | 6:16     |  |
| 4.     | «Bloodstream»                                           | Ed Sheeran, McDaid, Gary Lightbody y Rudimental        | 6:00     |  |
| 5.     | «Don't»                                                 | Ed Sheeran y Benjamin Levin                            | 5:35     |  |
| 6.     | «I See Fire»                                            | Ed Sheeran                                             | 6:35     |  |
| 7.     | «Don't Go Breaking my Heart» (A dueto con «Elton John») | Ann Orson (Elton John) y Carte Blanche (Bernie Taupin) | 4:50     |  |
| 8.     | «Thinking Out Loud»                                     | Ed Sheeran y Amy Wadge                                 | 6:30     |  |
| 9.     | «The A Team»                                            | Ed Sheeran                                             | 4:50     |  |
| 10.    | «You Need Me, I Don't Need You»                         | Ed Sheeran                                             | 6:50     |  |
| 11.    | «Sing»                                                  | Ed Sheeran y Pharrell Williams                         | 6:25     |  |
| 106:01 |                                                         |                                                        |          |  |

| Extras |                                       |                                     |          |  |
| N.º    | Título                                | Escritor(es)                        | Duración |  |
| 1.     | «Afire Love» (A dueto con Elton John) | Ed Sheeran, McDaid y Vance          | 5:30     |  |
| 2.     | «Drunk»                               | Ed Sheeran y Jake Gosling           | 5:30     |  |
| 3.     | «Tenerife Sea»                        | Ed Sheeran, McDaid y Foy Vance      | 4:10     |  |
| 4.     | «Take it Back / Superstition»         | Ed Sheeran y McDaid / Stevie Wonder | 6:15     |  |

### Créditos y Personal
- Director de Fotografía: Brett Turnbull
- Edición: Tom Watson, Simon Bryant, Don Whitworth y Danny McGuire
- Mezcla: Guy Massey
- Productor Ejecutivo: Stuart Camp
- Productores: Stefan Demetriou y Julie Jakobek
- Producción: Jim Parsons
- Dirección: Paul Dugdale